# Neil Strauss
Neil Strauss, pseud. Style – amerykański pisarz i dziennikarz.
Pisze między innymi dla „The New York Timesa” oraz „Rolling Stone”. Autor głośnej książki Gra, opisującej istnienie półtajnej społeczności podrywaczy w USA, do której dołączył pod pseudonimem Style. Wkrótce stał się jednym z guru uwodzenia.

## Życiorys
Uczył się w Latin School of Chicago, następnie na Columbia University oraz Vassar Collage. Zanim został dziennikarzem muzycznym „New York Timesa” pracował dla „Ear” oraz „Village Voice”, gdzie zajmował się głównie korektą. Gwiazdy, o których pisał, to między innymi: Tom Petty, Kurt Cobain, Madonna, Tom Cruise, Orlando Bloom, Wu-Tang Clan, Gwen Stefani czy Marilyn Manson.
Zaczynał jako krytyk muzyki w latach 90. i wypłynął w 2000 jako jeden z najbardziej znanych na świecie PUA (PickUp Artist – ang. "artysta podrywu"). Mało kto wie, że nie Gra dała Straussowi popularność, a Trudna droga z piekła, gdzie opisał biografię Marilyna Mansona.
W 2005 Strauss opublikował książkę Gra: Penetrując tajną społeczność artystów podrywu, w postaci wspomnień z jego doświadczeń, kiedy dołączył do działającej w podziemiu grupy mężczyzn, którzy wymieniali się pomysłami i systemami na uwodzenie kobiet. Mystery, jeden z głównych bohaterów książki, mentor Straussa a zarazem najlepszy uwodziciel na świecie, nadał mu pseudonim Style. Poznanie Mystery'ego zmieniło całe jego życie. Neil uzależnił się od podrywu i w niedługim czasie stał się jednym z liderów społeczności i zarazem guru uwodzenia.
Strauss był również współautorem kilku książek. Najbardziej znaną: Trudna droga z piekła napisał wraz z Marylinem Mansonem, jest ona zresztą swoistą biografią piosenkarza. Jest współautorem książki autobiograficznej byłej gwiazdy porno Jenny Jameson pt. Kochać się jak gwiazda porno.
3 listopada 2009 roku w Polsce ukazała się jego nowa książka Zasady Gry. W przeciwieństwie do narracyjnej Gry, ta pozycja ma bardziej charakter instrukcji.
Gra kończy się szczęśliwym zakończeniem. Style zakończył przygodę z uwodzeniem i zakochał się. Jak sam autor mówi: „Moje życie zmieniło się diametralnie. Stałem się bardziej pozytywny i zdecydowany”. Związał się z Lisą Leveridge, gitarzystką zespołu The Chelsea założonego przez występującą w Grze Courtney Love. Rozstał się z nią w 2009 roku i wrócił do prowadzenia własnej firmy związanej z podrywem o nazwie Stylelife. Podjął decyzję o kontynuacji i powrocie do gry. Jego nowa książka Zasady Gry jest właściwie połączeniem dwóch książek – Stylelife Challenge i The Style Diaries: The Pickup Artist's Companion, kolekcji krótkich opowiadań pokazujących pułapki drzemiące w grze, które zauważył Style. The Stylelife Challenge jest poradnikiem, który w 30-dniowym kursie zawiera codzienne ćwiczenia i misje do wykonania na mieście każdego dnia.
W 2013 roku wystąpił w teledysku zespołu Thirty Seconds To Mars – Up in the air.

## Najważniejsze książki
- Trudna droga z piekła z Marylinem Mansonem (1998)
- Gra: Penetrując tajną społeczność artystów podrywu (2005)
- Zasady gry (2007)